# Queen (film)
Queen è un film del 2014 diretto da Vikas Bahl.

## Trama
Dopo che il fidanzato Rajkummar annulla il loro matrimonio, Rani, ventiquattrenne di famiglia conservatrice, decide di andare da sola in luna di miele. Questo viaggio sarà l'occasione per la giovane ragazza di riscoprire se stessa. Downss